# 3299 Hall
A 3299 Hall (ideiglenes jelöléssel 1980 TX5) a Naprendszer kisbolygóövében található aszteroida. Carolyn Shoemaker fedezte fel 1980. október 10-én.